# Socialistische Republiek Macedonië
De Socialistische Republiek Macedonië (Macedonisch: Социјалистичка Република Македонија, Socijalistitsjka Republika Makedonija) of SR Macedonië was de officiële naam van Noord-Macedonië als socialistische staat in het voormalige Joegoslavië.

## Geschiedenis
De staat werd in 1944 gevormd ten tijde van de Tweede Wereldoorlog als Democratisch Macedonië en omvatte het grondgebied van de provincie Vardar (Servo-Kroatisch: Vardarska banovina, Вардарска бановина). In 1945 werd de naam veranderd in Volksrepubliek Macedonië en een jaar later werd de staat officieel opgenomen in de Joegoslavische Federatie. In 1963 werd de naam veranderd in Socialistische Republiek Macedonië.
Nationalistische retoriek was in de Joegoslavische Federatie ten strengste verboden en werd hard onderdrukt. Ondanks dit taboe op nationalisme gebeurde er in de Socialistische Republiek Macedonië het tegenovergestelde, daar moest volgens de regering van de Joegoslavische Federatie een Macedonische identiteit gecreëerd worden. Om dit te bewerkstelligen kreeg de socialistische republiek een eigen grondwet, president, regering, staatssymbolen taal en geschiedenis.
Het educatiesysteem werd door de Joegoslavische overheid gebruikt om variaties in de Macedonische taal te introduceren om hem te onderscheiden van het Bulgaars. Daarnaast creëerde de Joegoslavische overheid een nieuwe geschiedenis voor de Slavische Macedoniërs. Hiermee werd de Bulgaarse volksaard van de Slavische Macedoniërs en de daarmee gepaard gaande aanspraken van Bulgarije op het grondgebied van de socialistische republiek ondermijnd.
In 1990 veranderde het systeem van een socialistische staat naar een parlementaire democratie. Later begon de verbrokkeling van Joegoslavië en op 8 september 1991 werd het land onafhankelijk als republiek Macedonië.
Bosnië en Herzegovina · Kroatië · Macedonië · Montenegro · Servië (Kosovo · Vojvodina) · Slovenië